# Daïra d'Oued Fodda
La daïra d'Oued Fodda est une daïra d'Algérie située dans la wilaya de Chlef et dont le chef-lieu est la ville éponyme de Oued Fodda.

## Localisation
La daïra d'Oued Fodda est située au Nord-Ouest de la wilaya de Chlef.

## Communes de la daïra
La daïra d'Oued Fodda est composée de trois communes : Oued Fodda, Beni Rached et Ouled Abbes